# Novo Estádio de Esquixequir
O Novo Estádio de Esquixequir (em turco: Yeni Eskişehir Atatürk Stadyumu) é um estádio de futebol localizado na cidade de Esquixequir, na Turquia, inaugurado em 20 de novembro de 2017, com capacidade máxima para 34 930 espectadores.
Substituiu o antigo Eskişehir Atatürk Stadyumu, demolido em 2017, que tinha capacidade de 13 250 espectadores. Atualmente, é a casa onde o Eskişehirspor, tradicional clube da cidade, manda seus jogos oficiais por competições nacionais.

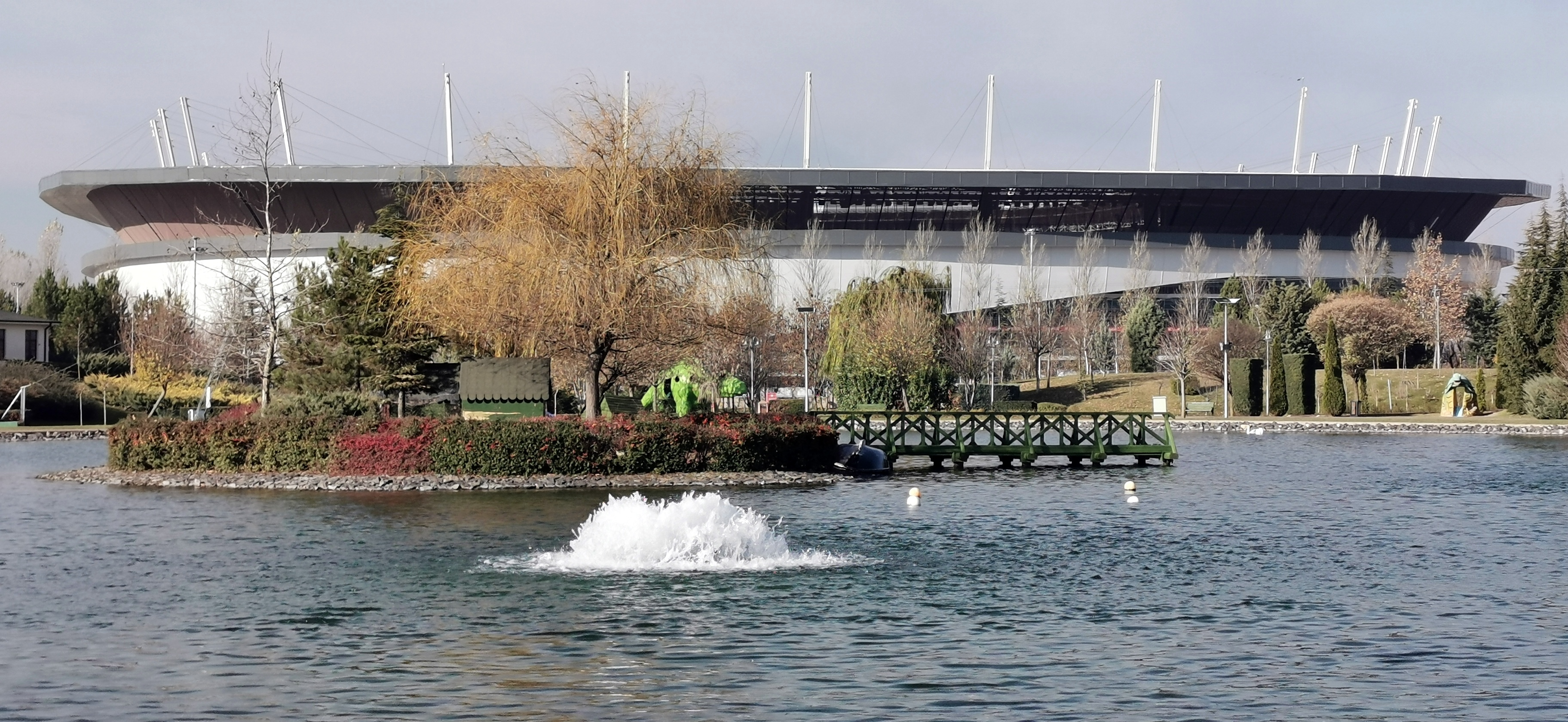
Vista exterior do estádio

## Histórico
O estádio faz parte de um projeto de construção e modernização de praças esportivas levado a cabo pelos ministérios da habitação e dos esportes da Turquia, visando tornar o país atraente para receber eventos esportivos de nível continental e mundial. Construído na região suburbana oeste de Esquixequir, o projeto original da obra foi elaborado por um grupo de arquitetos liderados pelo renomado arquiteto turco Bahadir Kul e o design do novo estádio foi inspirado no movimento dinâmico de uma bola de futebol no gramado de um estádio.
As obras deveriam ter começado em 2012, mas os procedimentos burocráticos demoraram mais do que o planejado de modo que os trabalhos de execução da obra, de responsabilidade da empreiteira local Arsel İnşaat iniciaram efetivamente na primavera de 2013. A data de entrega prevista inicialmente foi definida para meados de 2015, mas novamente foram observados atrasos. O estádio foi oficialmente inaugurado em 20 de novembro de 2016 com a partida disputada entre o Eskişehirspor e o Yeni Malatyaspor, que terminou a vitória do clube mandante por 2–0, em confronto válido pela Primeira Divisão Turca. Entretanto, mesmo após sua inauguração, o estádio não estava com suas obras totalmente finalizadas, também recebendo críticas sobre a qualidade do gramado plantado e sobre a equipação do local. As obras foram somente concluídas algumas semanas depois, ainda no fim de 2016.

## Infraestrutura
Embora a maquete original do trabalho apresentasse um projeto estrutural considero dinâmico e arrojado, o andamento dos trabalhos exigiu reformulações no projeto original, o que fez o estádio perder parte dessas características, embora tenha conseguido manter traços de originalidade. Sua fachada sul é branca e opaca, mas o estádio revela parte de seu interior voltado para o norte graças à uma fachada envidraçada. Entre as arquibancadas e a cobertura, uma grossa malha vermelha estilizada com as cores do clube foi instalada, reluzindo à noite por conta de lâmpadas de LED instaladas em posições estratégicas da referida malha que envolve todo o estádio.
Os dois setores de arquibancadas foram projetados, tendo como ideia inicial acomodar mais de 33 000 pessoas, capacidade esta que foi expandida com a colocação de assentos removíveis, expandindo para acomodar até 34 930 espectadores. Curiosamente, os camarotes são colocados em ambos os lados do campo, em vez da ala oeste, onde a maioria dos camarotes e áreas VIPs dos estádios de futebol geralmente se encontram. Há três restaurantes no estádio e um estacionamento subterrâneo de quase 13 000 m².